# Campeonato Africano de Judo de 2024
El XXXIII Campeonato Africano de Judo se celebró en El Cairo (Egipto) entre el 25 y el 27 de abril de 2024 bajo la organización de la Unión Africana de Judo.
En total se disputaron catorce pruebas diferentes, siete masculinas y siete femeninas.

## Resultados

### Masculino
| Evento  | Oro                          | Plata                         | Bronce                                              |
| ------- | ---------------------------- | ----------------------------- | --------------------------------------------------- |
| –60 kg  | Yunes Sadiki Marruecos       | Yusri Sami · Egipto           | Simon Zulu Zambia Leonardo Barros AJU               |
| –66 kg  | Kais Mudeter Argelia         | Ahmed Abdulrahman · Egipto    | Edmilson Pedro · AJU · Mohamed Abdelmawgud · Egipto |
| –73 kg  | Mesaud Dris Argelia          | Alaedin Ben Chalbi Túnez      | Faye Njie Gambia Rodrigo Fernando AJU               |
| –81 kg  | Abdelrahman Mohamed · Egipto | Ahmed El-Meziati Marruecos    | Santos Sebastião AJU Saliou Ndiaye Senegal          |
| –90 kg  | Ali Hazem · Egipto           | Remi Feuillet Mauricio        | Lokman Darul Argelia Yasin Kuraichi Túnez           |
| –100 kg | Kusay Ben Gares Túnez        | Franck Tahman Zan Camerún     | Mustafa Buamar · Argelia · Karim Ibrahim · Egipto   |
| +100 kg | Mohamed Aborakia · Egipto    | Mohamed El-Mehdi Lili Argelia | Mbagnick Ndiaye Senegal Wahib Hdiuech Túnez         |

### Femenino
| Evento | Oro                           | Plata                                     | Bronce                                                       |
| ------ | ----------------------------- | ----------------------------------------- | ------------------------------------------------------------ |
| –48 kg | Umaima Bediui Túnez           | Huaria Kadur Argelia                      | Virginia Aymard Gabón Aziza Chakir Marruecos                 |
| –52 kg | Sumiya Iraui Marruecos        | Djamila Silva Cabo Verde                  | Faiza Aisahin Argelia Chaima Edinari Marruecos               |
| –57 kg | Mariana Esteves Guinea        | Jasmine Martin Sudáfrica                  | Andreza Antonio AJU Zouleiha Abzetta Dabonne Costa de Marfil |
| –63 kg | Amina Belkadi Argelia         | Nadia Guimendego República Centroafricana | Sandrine Billiet Cabo Verde Chaima Taibi Marruecos           |
| –70 kg | Maria Niangi AJU              | Asma Niang Marruecos                      | Aina Rasoanaivo Razafy Madagascar Sofia Belatar Marruecos    |
| –78 kg | Marie Branser Guinea          | Georgika Wesly Djengue Camerún            | Hafsa Yatim · Marruecos · Aya Yabalá · Egipto                |
| +78 kg | Richelle Soppi Mbella Camerún | Georgette Sagna Senegal                   | Zeineb Trudi Túnez Sara Mzugui Túnez                         |

## Medallero
| Núm. | País                     | Oro | Plata | Bronce | Total |
| ---- | ------------------------ | --- | ----- | ------ | ----- |
| 1    | Argelia                  | 3   | 2     | 3      | 8     |
| 1    | Egipto                   | 3   | 2     | 3      | 8     |
| 3    | Marruecos                | 2   | 2     | 5      | 9     |
| 4    | Túnez                    | 2   | 1     | 4      | 7     |
| 5    | Guinea                   | 2   | 0     | 0      | 2     |
| 6    | Camerún                  | 1   | 2     | 0      | 3     |
| 7    | AJU                      | 1   | 0     | 5      | 6     |
| 8    | Senegal                  | 0   | 1     | 2      | 3     |
| 9    | Cabo Verde               | 0   | 1     | 1      | 2     |
| 10   | Mauricio                 | 0   | 1     | 0      | 1     |
| 10   | República Centroafricana | 0   | 1     | 0      | 1     |
| 10   | Sudáfrica                | 0   | 1     | 0      | 1     |
| 13   | Costa de Marfil          | 0   | 0     | 1      | 1     |
| 13   | Gabón                    | 0   | 0     | 1      | 1     |
| 13   | Gambia                   | 0   | 0     | 1      | 1     |
| 13   | Madagascar               | 0   | 0     | 1      | 1     |
| 13   | Zambia                   | 0   | 0     | 1      | 1     |
|      | TOTAL                    | 14  | 14    | 28     | 56    |